# Eider Gardiazabal Rubial
Eider Gardiazabal Rubial (ur. 12 lipca 1975 w Bilbao) – hiszpańska i baskijska polityk, posłanka do Parlamentu Europejskiego VII, VIII i IX kadencji.

## Życiorys
Ukończyła studia z dziedziny ekonomii, po czym pracowała w sektorze prywatnym. Pełniła obowiązki sekretarza generalnego socjalistycznej młodzieżówki w Bilbao (1999–2002). W 2004 została dyrektorem departamentu w urzędzie miejskim w Bilbao odpowiedzialnym za finanse i gospodarkę. W wyborach w 2009 uzyskała mandat deputowanej do Europarlamentu z listy PSOE. W 2014 i 2019 była wybierana na kolejne kadencję Europarlamentu.
Jest wnuczką jednego z przywódców PSOE – Ramóna Rubiala.